# Московский Метрострой
Акционерное общество «Московский Метрострой» (АО «Мосметрострой») — советская и российская строительная компания, основной подрядчик строительства Московского метрополитена и ряда специальных подземных сооружений стратегического назначения — объект № 1, объект № 20, тоннель Саланг, системы Д-6 (Метро-2) и объектов резервной дублирующей системы управления государством. Штаб-квартира — в Москве. В 2020 году стал мировым рекордсменом по количеству одновременно работавших тоннелепроходческих комплексов — 23 штуки. 
23 января 2023 года указом президента России Владимира Путина был учреждён День метростроителя — 2 октября — в честь основания компании 2 октября 1931 года. 
Помимо занятий проектами строительства Московского метрополитена, оказывает помощь Самарскому метрополитену по строительству перегонного тоннеля от строящейся станции «Театральная» к действующей «Алабинской».

## История

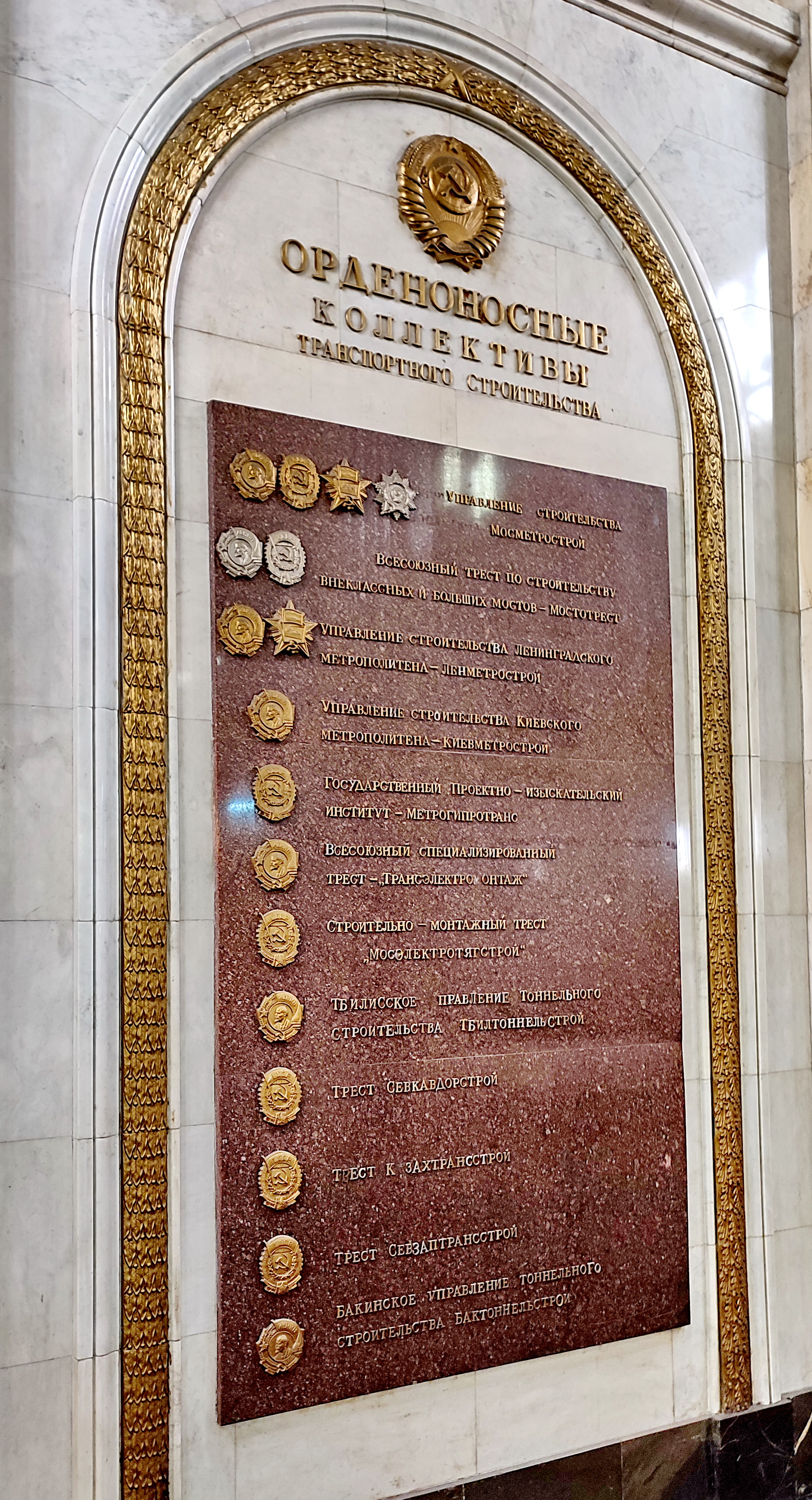
Мосметрострой занимает первое место в списке орденоносных предприятий Минтрансстроя СССР. Один из двух (правый) памятных барельефов в бывшем здании министерства

«Московский метрострой», созданный в 1932 году, является правопреемником управления «Метрострой», которое, в свою очередь, начало работать в 1931 году в здании бывшей гостиницы «Лоскутная», в то время, когда требовалось создание инфраструктуры для реализации решения о строительстве Московского метрополитена.
Положение о Метрострое было утверждёно 13 сентября 1931 года Совнаркомом РСФСР, а 2 октября — Совнаркомом СССР. Строительство метро в Москве получило статус ударной стройки, рабочие и финансовые планы Метростроя должны были утверждаться Советом Труда и Обороны, руководитель Метростроя и его заместитель назначались Совнаркомом СССР. Первым главой Метростроя стал Павел Роттерт.
За годы своей работы (на 2019 год) «Мосметрострой» построил 190 станций и более 600 км линий метро.

### Приватизация компании
До 2010 года 100 % акций компании принадлежало государству. 23 декабря «Московский метрострой» был полностью приватизирован: на открытых торгах 100 % его акций были проданы за 7,56 млрд рублей, что превысило стартовую цену почти в 3 раза. Покупателем стало ООО «Центрострой». По данным Reuters, данное ООО принадлежало председателю совета директоров «Мосметростроя» Владимиру Когану (близкому знакомому Владимира Путина), а также структурам ЗАО «Инфраструктура» предпринимателя Валерия Абрамсона. Высказывались мнения о возможной коррупционной природе данной сделки, приведшей к существенному занижению доходов государственного бюджета от продажи компании. В частности, к аукциону по формальным причинам не были допущены представители крупных российских строительных компаний «Мостовик» и «Группа Е4». Эксперт радиостанции Business FM[кто?] высказывал мнение, что после заключения крупных контрактов на массированное строительство новых станций Московского метрополитена, планируемого в 2011 году, стоимость компании могла заметно вырасти. Действительно, менее чем год спустя руководством департамента строительства Москвы объявило, что «Мосметрострою» достались подряды по строительству метро в столице на 2012—2014 годы на общую сумму 93,2 млрд руб.
Позднее «Мостовик» и «Группа Е4» подали в суд иски о признании недействительными результатов продажи «Московского метростроя». В начале февраля 2011 года по иску «Мостовика» суд наложил запрет на передачу акций «Мосметростроя» победителю приватизационных торгов ООО «Центрострой». Впрочем, уже в марте 2011 года «Мостовик» свой иск отозвал, а претензии «Группы Е4» Арбитражный суд Москвы в мае 2011 года отклонил.

### Смена собственников
В деловой прессе озвучивались мнение представителей строительных кругов о том, что на самом деле Владимир Коган приобрёл «Мосметрострой» в интересах ряда московских чиновников. Через год после приватизации компании структуры Когана перепродали принадлежавшие им пакеты акций группе топ-менеджеров «Московского метростроя» во главе с его руководителем Евгением Кашиным. По словам Кашина, после ухода с государственных постов, Коган «руководствуясь своими собственными соображениями, счел нелогичным заниматься строительством». Согласно интервью Кашина «Ведомостям», выкуп пакета в личное владение менеджеров осуществлялся за счёт кредита, выданного Банком Москвы самой компании.
В 2012 году контрольный пакет акций компании приобрёл совладелец Трансмашхолдинга Андрей Бокарев, а в 2014 году структуры Бокарева и Искандара Махмудова консолидировали 100 % «Мосметростроя».
В 2017 году 49 % акций «Мосметростроя» перешли группе ВТБ.
В декабре 2019 года структуры Бокарева и Махмудова вышли из состава акционеров компании, контроль над «Мосметростроем» получило Правительство Москвы.

## Собственники и руководство
Собственник АО «Мосметрострой»:
- 100 % — АО «Мосинжпроект».

Генеральный директор — Сергей Анатольевич Жуков.

## Структура
Структурно компания включает 20 строительно-монтажных управлений, из них 15 — общестроительного профиля. Есть управления, которые специализируются только на горных работах; на проходке тоннелей механизированными комплексами; на строительстве станций открытым способом.
| Предприятия                      |
| -------------------------------- |
| ООО «ТО-6 Метростроя»            |
| ООО «Тоннель-2001»               |
| ООО «СМУ-1 Метростроя»           |
| ООО «СМУ-6 Метростроя»           |
| ООО «СМУ-8 Метростроя»           |
| ООО «СМУ-9 Метростроя»           |
| ООО «СМУ-12 Метростроя»          |
| ООО «СМУ-23 Метростроя»          |
| ООО «СМУ-24 Метростроя»          |
| ООО «СМУ-25 Метростроя»          |
| ООО «СМС Метростроя»             |
| ООО «УММ»                        |
| ЗАО «УСР Мосметростроя»          |
| ООО Институт Инжпроект           |
| ООО «ММС Интернэшнл»             |
| ЗАО «ТСК»                        |
| ООО «МТК»                        |
| ООО «Покровский ЗЖБИ»            |
| ООО «УЦМ»                        |
| ООО «Лизинком»                   |
| АНО ДПО «Техшкола Мосметростроя» |
| АО «КСУМ»                        |

## Деятельность
Метрострой выполняет разные работы и обеспечивает:
- Строительство тоннелей метрополитена, в том числе перегонных, станционных и эскалаторных; железнодорожных и автомобильных тоннелей; подземных переходов и вестибюлей; зданий и сооружений и др.
- Монтаж: подстанций, кабельных линий, осветительной техники, эскалаторов, вентиляций, насосов, трубопроводов, разных конструкций и другого оборудования объектов.
- Укладку путей, сооружение камер съездов и веток в депо, строительство железнодорожных сооружений.
- Проведение отделочных работ, в том числе мраморная и гранитная облицовка, современная декорация.
- Изготовление оборудования для проходки тоннелей и техники для строительства и сооружения тоннелей.

Помимо Московского метрополитена, АО «Мосметрострой» занимается строительством автодорожных тоннелей и развязок. Компания выступала подрядчиком при строительстве Краснопресненской магистрали, соединившей центр столицы с Московской кольцевой автодорогой. Есть у компании и иностранные подряды: в 2000-х годах она построила водопроводный тоннель под Босфором в Стамбуле и железнодорожный тоннель в Израиле.
Численность персонала на декабрь 2018 года — 11 530 человек. Выручка компании по РСБУ за 9 месяцев 2010 года составила 17,1 млрд руб., убыток — 942,4 млн руб.

## Спецобъекты
С 1937 года по приказу Сталина Метростроем и Войскостроем НКПС СССР было начато строительство секретных госдач, стратегических подземных сооружений и путей сообщения, включая следующие объекты:
Абхазия
- Госдача № 8 «Новый Афон»

Московская область
Самарская область
- Госдача № 3 «Гаврилова Поляна»
- Объект № 85 «Бункер Сталина»
- Бункер ГКО
- Командный пункт под зданием Куйбышевского обкома партии
- Хранилища продуктов в Сокольей горе
- Сеть автомобильных тоннелей под Волгой в районе Самары.

## Награды и премии
- в 1939 году орденом Ленина за строительство второй очереди Московского метрополитена.
- в 1944 году орденом Трудового Красного Знамени «за строительство третьей очереди Московского метрополитена в трудных условиях военного времени».
- в 1975 году орденом Октябрьской революции за ввод в эксплуатацию Ждановско-Краснопресненского радиуса.
- в 1981 году орденом Дружбы народов за успехи в строительстве Московского метрополитена.

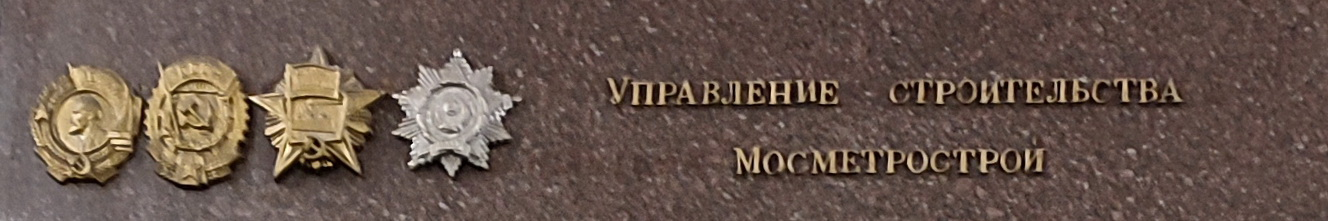
Мосметрострой на памятном барельефе Минтрансстроя СССР

Многие станции Московского метрополитена отмечены международными и отечественными премиями в области архитектуры. Премиями «Grand Prix» в Нью-Йорке, Париже, Брюсселе: «Комсомольская»-кольцевая, «Красные Ворота», «Кропоткинская», «Сокольники», «Маяковская».
Премий Совета Министров СССР и Государственных премий СССР удостоились: «Белорусская»-кольцевая, «Электрозаводская», «Новокузнецкая», «Чертановская», «Автозаводская», «Пушкинская», «Кузнецкий Мост» и др.